# Cigliano
Cigliano is een gemeente in de Italiaanse provincie Vercelli (regio Piëmont) en telt 4551 inwoners (31-12-2004). De oppervlakte bedraagt 25,4 km², de bevolkingsdichtheid is 179 inwoners per km².
De volgende frazioni maken deel uit van de gemeente: Olmetto, Ronchi, Petiva.

## Demografie
Cigliano telt ongeveer 1933 huishoudens. Het aantal inwoners daalde in de periode 1991-2001 met 2,8% volgens cijfers uit de tienjaarlijkse volkstellingen van ISTAT.
| Jaar | Inwoneraantal |
| ---- | ------------- |
| 1991 | 4654          |
| 2001 | 4523          |

## Geografie
De gemeente ligt op ongeveer 180 m boven zeeniveau.
Cigliano grenst aan de volgende gemeenten: Livorno Ferraris, Mazzè (TO), Moncrivello, Rondissone (TO), Saluggia, Villareggia (TO).